# Alpenrod
Alpenrod település Németországban, Rajna-vidék-Pfalz tartományban. Lakosainak száma 1597 fő (2023. december 31.).

## Népesség
A település népességének változása:
| Lakosok száma | 1164 | 1540 | 1569 | 1549 | 1599 | 1614 | 1597 |
|               | 1975 | 2015 | 2017 | 2019 | 2021 | 2022 | 2023 |